# Sten Tolgfors
Sten Sture Tolgfors (født 17. juli 1966 i Forshaga) er en svensk politiker, der  2007- 2012 landets forsvarsminister, valgt for Moderaterna.
Tolgfors voksede op i Åmål og er uddannet kandidat i statskundskab ved Örebro Universitet. Han har arbejdet i Røde Kors, i Försvarsdepartementet og i Näringsdepartementet.
Hans politiske karriere begyndte i 1991, da han blev kommunalbestyrelsesmedlem i Örebro. I 1994 blev han medlem af Riksdagen. Han blev minister for udenrigshandel i Fredrik Reinfeldts regering 24. oktober 2006, men trådte tilbage, da han 5. september 2007 blev forsvarsminister. Udnævnelsen vakte opsigt, da Tolgfors havde en fortid som militærnægter.